# PhosAgro
PhosAgro (russisch ФосАгро, FosAgro) ist ein russischer Düngemittelhersteller mit Firmensitz in Moskau.
PhosAgro ist der größte Hersteller von phosphorhaltigen Düngemitteln sowohl in Russland als auch in Europa. Es ist auch der weltweit größte Produzent von hochwertigem Phosphatgestein.
Rund 5.000 Mitarbeiter sind bei PhosAgro beschäftigt. Das 2001 gegründete Unternehmen wird von Sven Ombudstvedt und Andrei Gurjew geleitet. Es betreibt das Forschungsinstitut NIUIF in Moskau.

## Standorte
- Kirowsk (Apatit)
- Tscherepowez (PhosAgro-Cherepovets)
- Wolchow (Metachem)[5]
- Balakowo (BMU)